# Kotoriba
Kotoriba (mađarski: Kotor) je općina u Hrvatskoj. Smještena je u Međimurskoj županiji.

## Općinska naselja
Jedino naselje u općini je Kotoriba.

## Zemljopis
Kotoriba je smještena na samom jugoistoku Međimurja. Susjedna mjesta jesu Donja Dubrava, Donji Vidovec. Kotoriba uz ostalo graniči i s Republikom Mađarskom. Smještena je uz rijeku Muru, u blizinu zaštićenog područja Veliki Pažut.

## Stanovništvo
Po popisu stanovništva iz 2001. godine, općina Kotoriba imala je 3333 stanovnika, raspoređenih u jednom naselju – Kotoribi.
| broj stanovnika | 2633  | 2831  | 2994  | 3611  | 3779  | 4095  | 4129  | 3895  | 3895  | 3742  | 3847  | 3653  | 3360  | 3579  | 3333  | 3224  | 2938  |
|                 | 1857. | 1869. | 1880. | 1890. | 1900. | 1910. | 1921. | 1931. | 1948. | 1953. | 1961. | 1971. | 1981. | 1991. | 2001. | 2011. | 2021. |

| broj stanovnika | 2633  | 2831  | 2994  | 3611  | 3779  | 4095  | 4129  | 3895  | 3895  | 3742  | 3847  | 3653  | 3360  | 3579  | 3333  | 3224  | 2938  |
|                 | 1857. | 1869. | 1880. | 1890. | 1900. | 1910. | 1921. | 1931. | 1948. | 1953. | 1961. | 1971. | 1981. | 1991. | 2001. | 2011. | 2021. |

## Povijest
Kod Kotoribe je grobište Leš. Spomen-križ je postavljen nedaleko od pruge, nasuprot željezničke postaje kod rampe u središtu naselja. U grobištu su žrtve Drugog svjetskog rata i poraća.
Stara škola, izgrađena 1860. godine – najstarija škola u Međimurju
Prva željeznička pruga izgrađena 1860. – povezivala Mađarsku preko Velike Kaniže do Slovenije

## Poznate osobe
- Ignacije Szentmartony (1718. – 1793.), hrvatski istraživač, matematičar, astronom, misionar, isusovac.
- Joža Horvat, pisac
- Juraj Lajtman, pisac i narodni vođa

## Spomenici i znamenitosti
- Crkva Sedam Žalosti Blažene Djevice Marije i Svetoga Križa
- Etno zbirka "Stari farof"

## Sport
- NK Graničar Kotoriba
- KK Kotoriba

Kotoriba streetball open (kasnije Memorijalni streetball turnir "Bojan Zvošec") održava se od 1997.

## Vanjske poveznice
- www.kotoriba.hr